# Thetispelecaris remex
Thetispelecaris remex is een kreeftachtigensoort uit de familie van de Hirsutiidae. De wetenschappelijke naam van de soort is voor het eerst geldig gepubliceerd in 1998 door Gutu & Iliffe.